# Artistique-Weltmeisterschaft 1966

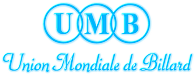
Logo UMB (ausrichtender Verband)

Veranstaltungsort: Madrid

Die Billard-Artistique-Weltmeisterschaft 1966 war das fünfte Turnier in dieser Disziplin des Karambolagebillards und fand vom 4. bis zum 7. Mai 1966 in Madrid statt.

## Geschichte
Der Spanier Joaquín Domingo verteidigte in Madrid souverän seinen Artistique-Titel und wurde zum dritten Mal Weltmeister. Auf dem Siegerpodest standen auch der Argentinier Carlos Tosi und der Belgier Raymond Steylaerts.

## Modus
Gespielt wurden 76 verschiedene Figuren mit verschiedenen Punktewertungen. Jeder Teilnehmer hatte pro Figur drei Versuche. Die maximale Punktzahl betrug 500 Punkte.

Gewertet wurde wie folgt:
1. Punkte = Erzielte Punkte
2. Versuche = Anzahl der gespielten Versuche
3. gelöste Figuren = gelöste Figuren
4. HS = Punkte der nacheinander gelösten Figuren

## Abschlusstabelle
| Platz                        | Name               | Punkte | Versuche | gel. Figuren | HS |
| ---------------------------- | ------------------ | ------ | -------- | ------------ | -- |
| 1                            | Joaquín Domingo    | 241    | 187      | 40           | 37 |
| 2                            | Carlos Tosi        | 214    | 190      | 35           | 66 |
| 3                            | Raymond Steylaerts | 195    | 206      | 31           | 27 |
| 4                            | Claudio Nadal      | 172    | 186      | 32           | 12 |
| 5                            | Laurent Boulanger  | 164    | 189      | 29           | 20 |
| 6                            | Juan Ruiz-Guarner  | 164    | 197      | 29           | 34 |
| 7                            | Emdy Mascolo       | 126    | 202      | 22           | 27 |
| 8                            | August Tiedtke     | 77     | 215      | 14           | 11 |
| Turnierdurchschnitt: 33,82 % |                    |        |          |              |    |